# 梁焯輝 (1952年)
梁焯輝，SBS，JP（1952年12月9日—-2023年7月26日），前香港規劃署署長。

## 生平
梁焯輝為香港中文大學聯合書院社會科學學士畢業，主修地理，英國倫敦大學城市規劃碩士及香港大學博士。1978年5月加入香港公務員行列任職助理城市規劃師，先後於工務局、地政總署及拓展署工作，後於規劃署工作至退休，先後參與過葵青區規劃、柏麗購物大道、《啟德發展計劃》及《新界東北發展計劃》等大型項目。　　
1994年10月梁焯輝晉升為總城市規劃師，2003至2005年出任香港規劃師學會會長，並於2007年6月晉升為首席政府城市規劃師，同年7月1日獲委任為官守太平紳士。
2010年6月28日，梁焯輝接任伍謝淑瑩出任規劃署署長。2012年12月8日，梁焯輝退休。他曾表示「坦白說，我實在忙得不可開交，哪有時間想這件事？我擔任規劃署署長時，極其忙碌，每星期工作七天，工作並不快樂。他說，退休的最大好處是無拘無束，可以做自己喜歡做的事。退休後，我發覺自己自由自在，大可盡情把時間用於本身嚮往的活動，也可選擇與知己共事。我其中一項興趣是中國書法。退休前，我沒有時間勤練書法；退休後，我可以全心全意鑽研這門傳統藝術。書法藝術，學無止境。現在，我有的是空閒時間，可以遍閱有關書法的書籍，又經常參觀書法展覽，學習欣賞名家大作。」。
2013年獲特區政府頒發銀紫荊星章。
2023年7月26日去世，終年70歲。

## 成就
香港規劃師學會前會長及資深會員，香港註冊規劃師，英國皇家規劃學會會員。